# Frommer Stop
A Frommer Stop egy olyan pisztoly, amelyet Frommer Rudolf tervezett és a Fémáru-, Fegyver- és Gépgyár (FÉG) gyártott. A fegyvert 1912 és 1945 között több verzióban gyártották, M12 jelzéssel a hadsereg is rendszeresítette. A fegyverből hozzávetőleg 350-365 000 darabot gyártottak.
Az alap verzió 7,65 mm-es Browning (.32 ACP) lőszert használt, de volt 9 mm-es Browning (.380 ACP) töltényt tüzelő verziója is.
A fegyvert eredetileg 7.65mm Frommer lőszerhez tervezték. Ez a lőszer méreteiben megfelel a 7,65 mm-es Browning lőszernek, azonban a lőportöltete valamivel nagyobb. Hogy a fegyver mindkét lőszerrel biztonságosan működjön a helyretoló rugó erőssége állítható.
A fegyver különlegessége a hosszú cső hátrasiklásos zár. Az adott kaliberben ez szokatlanul komplikáltnak, karbantartás-igényesnek számított, azonban ha az előírás szerint üzemeltették, megbízható volt. A fegyver jellegzetessége a pisztolycső fölötti hengerben elhelyezkedő két rugó, amely a fegyver működését biztosítja. A megoldás előnye a szokásos egyszerűbb szabadon hátrasikló tömegzárral szemben, hogy a fegyver kisebb, könnyebb lehet.
A fegyvert Frommer Stop Pisztoly néven 1912-től 1918-ig 10000 és 277500 sorozatszámok között gyártották és az első világháború meghatározó fegyvere volt a monarchia csapatai számára. Frommer Stop 19.M Pisztoly néven 1919-1929 készült 277500 feletti sorszámokkal 364000-ig, ekkor már 9mm (.380 acp) űrmérettel is készült kereskedelmi piacra. E fegyvereket a csendőrség, a honvédség, határőrség és a rendőrség is használta 1945-ig. Egyedi megrendelésre néhány ezután is készült 1940-ig.
A fegyver kisebb, „mellényzseb” kivitele a Frommer Stop Baby, mely szerkezetileg azonos vele. Ennek továbbfejlesztésével született a Frommer Liliput. A kisebb hossz miatt ennél a verziónál a két rugót nem egymás mögött, hanem koncentrikusan szerelték be, ez már a későbbi 29.M pisztoly felé történő továbblépés volt.
Készült dupla csövű teljesen automata verzió is. Ez két darab növelt tárkapacitású pisztoly volt tárral felfelé közös állványra szerelve. Egy megmaradt példány a bécsi Hadtörténeti Múzeumban tekinthető meg. A legyártott mennyiségről nem maradtak fent dokumentumok. A fegyvert egyes szakirodalmak 17M rohampisztolyként említik.